# Veu Rebel
Veu Rebel (Voz Rebelde en castellano) era la revista que publicaba en cada estación los "Joves Comunistes", que tenía como objetivo informar del posicionamiento de JC sobre los diversos sucesos en Cataluña y del mundo. Este medio tenía una parte dedicada a cubrir temas de actualidad a los que los medios de comunicación de masas no dan importancia. Su elaboración era fruto del trabajo conjunto de la militancia alrededor de la secretaria de comunicación y en concreto del Consejo de Redacción.